# Vita col padre
Vita col padre (Life with Father) è un film del 1947, diretto da Michael Curtiz.
Vita col padre trae origine da un libro autobiografico umoristico di racconti scritto nel 1935 da Clarence Day Jr., che fu adattato nel 1939 per Broadway da Howard Lindsay e Russel Crouse. Interpretato dallo stesso Lindsay affiancato da Teresa Wright e Dorothy Bernard, lo spettacolo - la cui prima si tenne l'8 novembre 1939 - ebbe un grande successo, arrivando al traguardo delle 3224 recite.
In Italia la commedia Vita col padre è stata presentata varie volte, tra cui:
- regia di Gerardo Guerrieri, con Paolo Stoppa e Rina Morelli, Teatro Quirino di Roma, 29 gennaio 1947.
- regia di Mario Ferrero, con Paolo Stoppa e Rina Morelli, Rai, 14 dicembre 1956.
- regia di Sandro Bolchi, con Paolo Stoppa e Rina Morelli, Rai, canale nazionale, 10 agosto 1969.

## Trama
Una donna dolce e apparentemente remissiva è sposata con un banchiere burbero e autoritario. Il marito è però in fondo una brava persona che ama la moglie e i quattro figli. Un giorno l'uomo si lascia scappare di non essere battezzato, lasciando senza parole la moglie. Una grave malattia della donna lo manderà in crisi.

## Produzione
Il film fu prodotto da Robert Buckner per la Warner Bros. Pictures. Venne girato dall'11 aprile 1946 al 12 agosto 1946.

## Distribuzione
Distribuito dalla Warner Bros. Pictures, il film venne presentato in prima nel Maine, a Skowhegan il 14 agosto. Il giorno dopo, ci fu una prima anche a New York. Il film fu poi distribuito nelle sale cinematografiche USA il 13 settembre 1947.

## Premi e riconoscimenti
Nel 1948, Robert M. Haas e George James Hopkins furono candidati all'Oscar per la migliore scenografia a colori, Oscar che quell'anno fu vinto da Alfred Junge per Narciso nero.
William Powell fu candidato come migliore attore protagonista.